# Turks Head Bay
Turks Head Bay är en vik i Antarktis. Den ligger i Östantarktis. Nya Zeeland gör anspråk på området.